# Urseia (gens)
A gens Urseia ou Ursia foi uma obscura família plebeia em Roma antiga. O único membro desta gens conhecido da literatura romana é o jurista do primeiro século Urseius Ferox, mas alguns outros são conhecidos a partir de inscrições.

## Origem
O nomen Urseius pertence a uma grande classe de gentilicias formadas usando o sufixo -eius, comumente associado a nomes de origem osca, mas que passou a ser considerado um sufixo regular de formação gentil. Nomes desse tipo eram frequentemente intercambiáveis com a terminação latina mais regular -ius, e, consequentemente, um número de inscrições são encontradas sob Ursius. O nomen foi derivado de ursus, um urso.

## Prenomes
Os Urseii usaram uma variedade de praenomina comuns ao longo da história romana, particularmente Lucius, Publius, Marcus e Gaius, com instâncias adicionais de Aulus, Quintus, Sextus e Titus.

## Membros
- Lucius Ursius A. f., um dos aediles mencionados em uma inscrição do século I a.C., junto com Marcus Nellius e Aulus Octavius, que construíram uma parede, portão e torre em Fundi em Lácio, de acordo com um decreto do senado.[4]
- Ursia T. f. Rufa, nomeada em uma inscrição de Trebula Suffenas em Sabinum, datada da segunda metade do século I a.C.[5]
- Marcus Ursius M. f., fez uma grande doação a Vesta em Beneventum em Campânia, de acordo com uma inscrição datada do terceiro quarto do século I a.C.[6]
- Ursia A. f. Quarta, esposa de Aconius, e mãe de Aulus Aconius, um liberto inumado em Perusia em Etruria durante o final do século I a.C., também foi inumada em Perusia na segunda metade do século I a.C.[7]
- Gaius Ursius Stabilio, o antigo mestre de Ursia Prima.[8]
- Ursia C. l. Prima, a liberta de Gaius Ursius Stabilio, dedicou um túmulo em Roma para seu marido, Aulus Avidius Symmachus, de trinta anos.[8]
- Lucius Ursius Philetus, enterrado em um túmulo do século I em Mediolanum em Gália Cisalpina, construído por sua esposa, Coelia Primula, para ela mesma, seu marido e seu filho, Lucius Albucius Crescens.[9]
- Gaius Ursius Virianus, nomeado em uma inscrição dedicatória do atual local de Sesto Calende, anteriormente parte da Gália Cisalpina, datada do primeiro ou segundo século.[10]
- Quintus Ursius Secundius, mencionado em uma inscrição de Roma datada de 23 d.C.[11]
- Marcus Urseius Rufus, mencionado em uma inscrição de Roma, datada de 30 d.C.[11]
- Urseius Ferox, um jurista influente que viveu durante a parte média do século I. Seus trabalhos estão perdidos, mas formaram a base de quatro livros do jurista Salvius Julianus. Ele é citado por Ulpian, e mencionado várias vezes no Digest.[1][12]
- Ursia C. f. Sabellina, fez uma oferta à Bona Dea em Marruvium em Samnium, datada da segunda metade do século I.[13]
- Ursia Fortunata, enterrada em Clusium em Etruria, em um túmulo dedicado por seu marido, Eufronius Felix, datado entre a metade do século I e a metade do século II.[14]
- Lucius Ursius Sosander, um vestiarius, comerciante de tecidos ou alfaiate, havia sido um dos Seviri em Cremona, e foi enterrado em Bononia na Gália Cisalpina, junto com sua esposa, Rufria Calybe, em um túmulo datado entre a metade do século I e a metade do século II.[15]
- Gaius Ursius Hermes, enterrado em Mediolanum, em um túmulo datado entre a metade do século I e o final do século II.[16]
- Publius Ursius Sex. f. Pollio, enterrado em Mediolanum, junto com sua esposa, Vettia Lepida, seu filho, Publius Ursius Paullus, e o liberto, Publius Ursius Elainus, em um túmulo construído por sua filha, Ursia Prisca, datado entre a metade do século I e o final do século II.[17]
- Publius Ursius P. f. Sex. n. Paullus, um dos Seviri em Mediolanum, e curador do tesouro, enterrado em um sepulcro familiar construído por sua irmã mais velha, Ursia Prisca, para seus pais, Publius Ursius Pollio e Vettia Lepida, irmão, e o liberto Publius Ursius Elainus, datado entre a metade do século I e o final do século II.[17]
- Publius Ursius Elainus, um liberto enterrado em Mediolanum, em um sepulcro familiar construído por Ursia Prisca para Elainus, seu irmão mais novo, Publius Ursius Paullus, e seus pais, Publius Ursius Pollio e Vettia Lepida, datado entre a metade do século I e o final do século II.[17]
- Ursia P. f. Sex. n. Prisca, dedicou um sepulcro em Mediolanum, datado entre a metade do século I e o final do século II, para seus pais, Publius Ursius Pollio e Vettia Lepida, seu irmão mais novo, Publius Ursius Paullus, e o liberto Publius Ursius Elainus.[17]
- Urseia Fortunata, uma mulher enterrada em um sepulcro do final do século I ou início do século II em Roma, construído por Pallentina Pieris e seu genro, Quintus Caenius Pallans, para sua filha Pallentina Florentina, Urseia Fortunata, e sua família.[18]
- Urseia Procula, uma jovem mulher enterrada em um túmulo do final do século I ou início do século II em Roma, com dezesseis anos.[19]
- Ursia T. f. Vegeta, enterrada em Emerita em Lusitânia, em um túmulo datado do final do século I ou início do século II, junto com seu marido, cujo nome não foi preservado.[20]
- Ursia M. f. Marciana, esposa de Lucius Sulpicius, um dos quattuorviri e quaestor do tesouro, com quem foi enterrada em Bergomum na Gália Cisalpina, em um túmulo dedicado por seus filhos, Lucius Sulpicius Marcianus e Sulpicia Germana, datado do primeiro quarto do século II.[21]
- Ursia Myrine, esposa do liberto Lucius Sulpicius Eutychus, um dos Seviri, que construiu um túmulo para si e sua esposa em Burgomum, datado da primeira metade do século II.[22]
- Quintus Ursius Paederos, enterrado em Emerita, com sessenta anos, em um túmulo construído por sua filha, Ursia Verana, datado da segunda metade do século II.[23]
- Ursia Q. f. Verana, dedicou um túmulo em Emerita, datado da segunda metade do século II, para seu pai, Quintus Ursius Paederos, e outro para seu marido, Afranius Apollo, com sessenta anos.[23][24][25]
- Marcus Ursius M. f. Secundus, um soldado da Guarda Pretoriana, estacionado em Roma em 180 d.C.[26]
- Ursius Maturus, um dos vários homens que ajudaram a restaurar o templo de Bellona em Mogontiacum em Germânia Superior, que havia desabado, de acordo com uma inscrição datada de 236 d.C.[27]

### Urseii sem data
- Publius Ursius, dedicou um túmulo em Olisipo em Lusitânia para seu filho, Publius Ursius Priscus.[28]
- Publius Ursius, um nativo de Niceros, enterrado em Olisipo, em um sepulcro construído por Ursia Fundana, também de Niceros, e Ursius Arrenus, possivelmente seu filho.[29]
- Ursia Arethusa, nomeada em uma inscrição de Emerita.[30]
- Ursius Arrenus, possivelmente o filho de Ursia Fundana, com quem construiu um sepulcro em Olisipo para eles mesmos e Publius Ursius.[29]
- Lucius Ursius L. l. Boetus, um liberto, era nativo da Ásia, e foi enterrado no túmulo dos Saufeii em Vardacate em Liguría.[31]
- Gaius Ursius P. f. Clemens, enterrado em Olisipo, com vinte e um anos.[32]
- Ursia Dionysia, enterrada em Ameria em Úmbria, com trinta anos.[33]
- Publius Ursius Felix, nomeado em uma inscrição sepulcral de Roma.[34]
- Ursia Fundana, uma nativa de Niceros, junto com Ursius Arrenus, talvez seu filho, construiu um sepulcro em Olisipo para eles mesmos e Publius Ursius, também nativo de Niceros.[29]
- Ursia L. l. Nice, uma liberta enterrada em Roma, junto com o liberto Lucius Ursius Pilemon.[35]
- Lucius Ursius L. l. Pilemon, um liberto enterrado em Roma, junto com a liberta Ursia Nice.[35]
- Publius Ursius P. f. Priscus, enterrado em Olisipo em um túmulo dedicado por seu pai, Publius Ursius.[28]